# Pompiliodes acroleuca
Pompiliodes acroleuca är en fjärilsart som beskrevs av Hans Zerny 1931. Pompiliodes acroleuca ingår i släktet Pompiliodes och familjen björnspinnare. Inga underarter finns listade i Catalogue of Life.